# Mitjana geomètrica

Construcció geomètrica per a trobar les mitjanes aritmètica (A), quadràtica (Q), geomètrica (G) i harmònica (H) de dos nombres a i b.

La mitjana geomètrica o proporcional d'una quantitat finita de n nombres reals és l'arrel n-èsima del producte de tots els nombres.
{\displaystyle {\bar {x}}={\sqrt[{n}]{\prod _{i=1}^{n}{x_{i}}}}={\sqrt[{n}]{x_{1}\cdot x_{2}\cdots x_{n}}}}
Per exemple, la mitjana geomètrica de 2 i 18 és:
{\displaystyle {\sqrt[{2}]{2\cdot 18}}={\sqrt[{2}]{36}}=6}
En un altre exemple, la mitjana geomètrica de 1, 3 i 9 és:
{\displaystyle {\sqrt[{3}]{1\cdot 3\cdot 9}}={\sqrt[{3}]{27}}=3}
La mitjana geomètrica només és rellevant quan tots els nombres són del mateix signe. Si almenys un d'ells és 0, llavors el resultat és 0. Si els nombres són negatius, s'utilitza el seu valor absolut i s'assigna un signe negatiu al resultat. En una barreja de valors positius i negatius la mitjana geomètrica no és rellevant, ja que si hi ha una quantitat parell de nombres negatius llavors la mitjana geomètrica és positiva independentment de la proporció de nombres negatius que hi hagi, serà negativa si tant n com la quantitat de nombres negatius és senar, i inexistent en els nombres reals en el cas que n sigui parell i la quantitat de nombres negatius sigui senar (i si s'agafa el seu valor absolut com en el cas que són tots negatius, l'assignació de signe a la mitjana no és evident).
Se sol utilitzar en la manipulació estadística de variables amb distribució no normal.